# Temiminalóyan
Temiminalóyan (del náhuatl: temiminaloyan ‘el lugar donde la gente es flechada’‘te, persona; mitl, flecha; mi, tirar, echar; mina, tirar flechas; lo, terminación pasiva; yan, lugar’) en la mitología mexica es el sexto estrato subterráneo del inframundo para llegar hasta el Mictlán, un lugar donde existía un extenso sendero en cuyos lados manos invisibles enviaban puntiagudas saetas para acribillar a los cadáveres de los muertos que lo atraviesan, saetas perdidas durante batallas que el muerto debía evitar para no ser flechado y desangrarse.
Era gobernado por el dios Temimitecuhtli.